# Unione Sportiva Caratese 1941-1942
Questa voce raccoglie le informazioni riguardanti l'Unione Sportiva Caratese nelle competizioni ufficiali della stagione 1941-1942.

## Rosa
| N. |                   | Ruolo | Calciatore         |
| -- | ----------------- | ----- | ------------------ |
|    | Italia (bandiera) | D     | Luigi Bonvini      |
|    | Italia (bandiera) | C     | Giacomo Bosco      |
|    | Italia (bandiera) | D     | B. Cesana          |
|    | Italia (bandiera) | P     | L. Colombo         |
|    | Italia (bandiera) | P     | Carlo Corbetta     |
|    | Italia (bandiera) | A     | R. Fumagalli       |
|    | Italia (bandiera) | A     | Arnaldo Galmazzi   |
|    | Italia (bandiera) | D     | Francesco Giussani |

| N. |                   | Ruolo | Calciatore      |
| -- | ----------------- | ----- | --------------- |
|    | Italia (bandiera) | D     | Luigi Giussani  |
|    | Italia (bandiera) | A     | Luigi Longoni   |
|    | Italia (bandiera) | C     | A. Mauri        |
|    | Italia (bandiera) | C     | Alberto Molteni |
|    | Italia (bandiera) | A     | N. Olmini       |
|    | Italia (bandiera) | P     | E. Picchiottini |
|    | Italia (bandiera) | C     | Angelo Pirovano |
|    | Italia (bandiera) | D     | Carlo Redaelli  |